# Stenhomalus clarinus
Stenhomalus clarinus là một loài bọ cánh cứng trong họ Cerambycidae.